# برج هند
برج هند، (به انگلیسی: India Tower) آسمان‌خراش ۱۲۶ طبقه به ارتفاع ۷۰۰ متر (۲٬۳۰۰ فوت)، با کاربری اداری-تجاری، هتل و مسکونی است، که در شهر بمبئی، هند مستقر می‌باشد. پروژه ساخت این ساختمان در سال ۲۰۱۰ آغاز شد و در سال ۲۰۱۶ تکمیل و افتتاح شد.

## نگارخانه

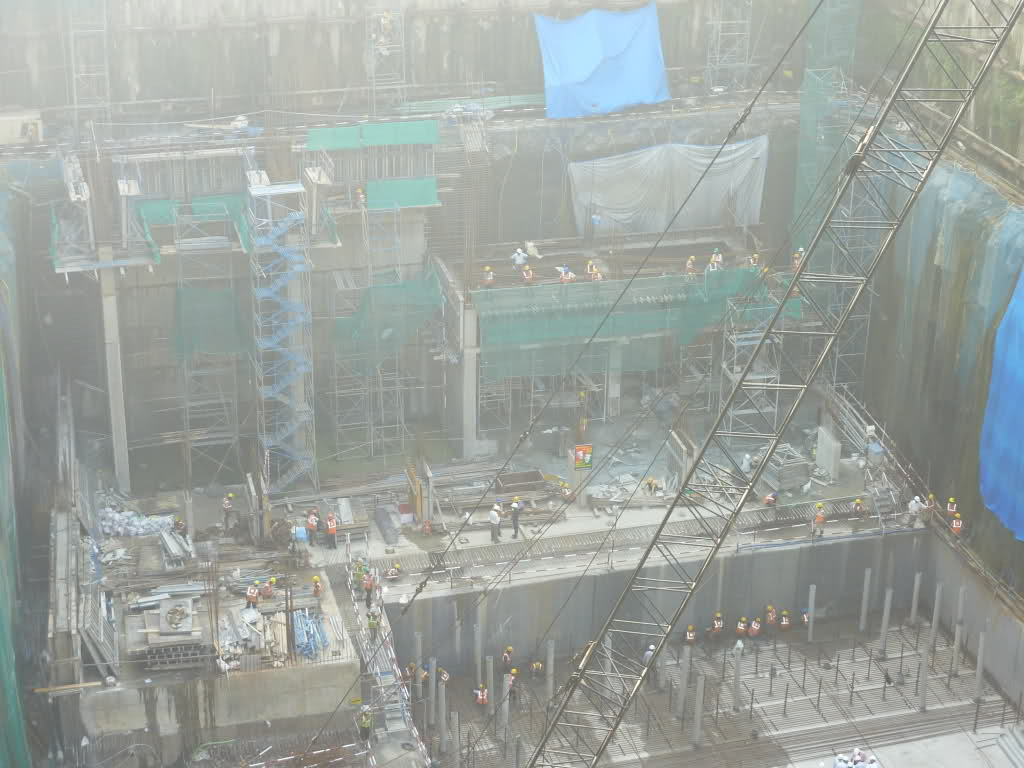
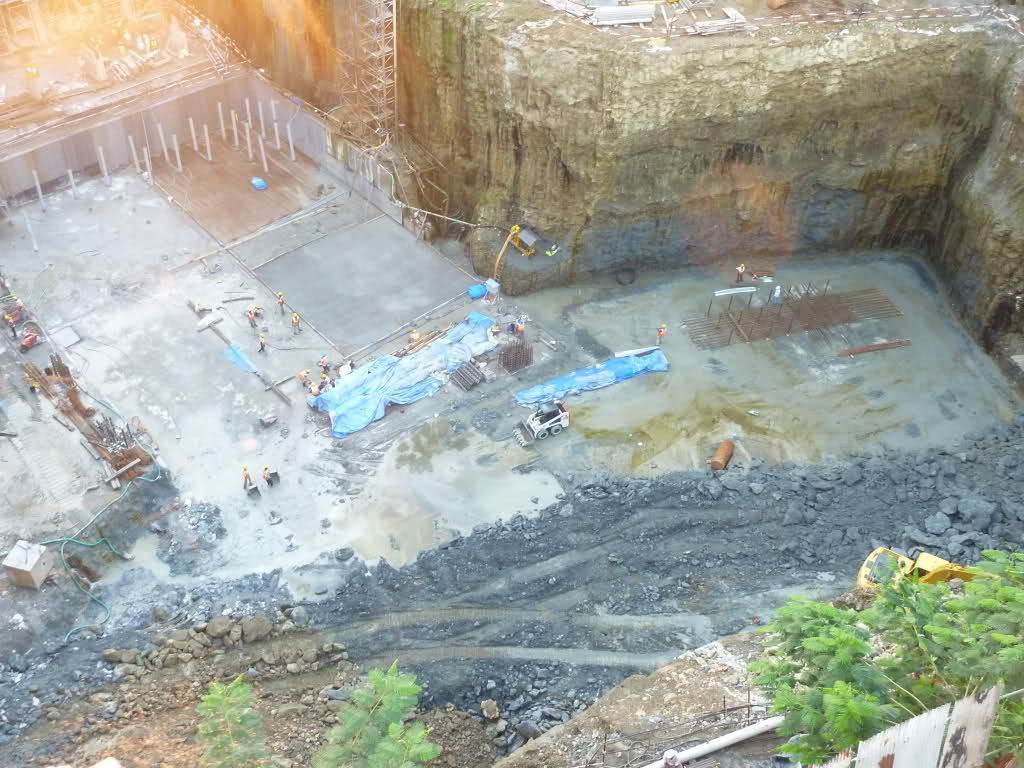
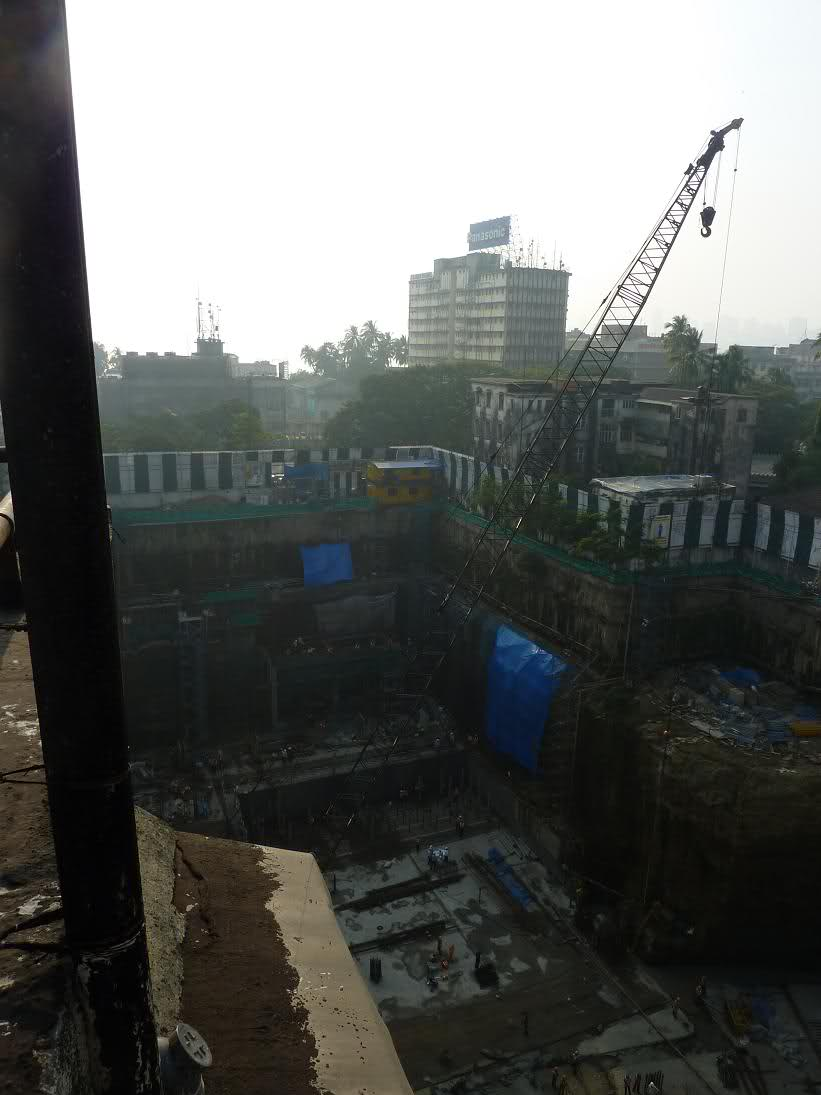